# Morral Roig
El Morral Roig és una muntanya de 936 metres que es troba al municipi d'Arnes, a la comarca de la Terra Alta.